# Steve Prefontaine

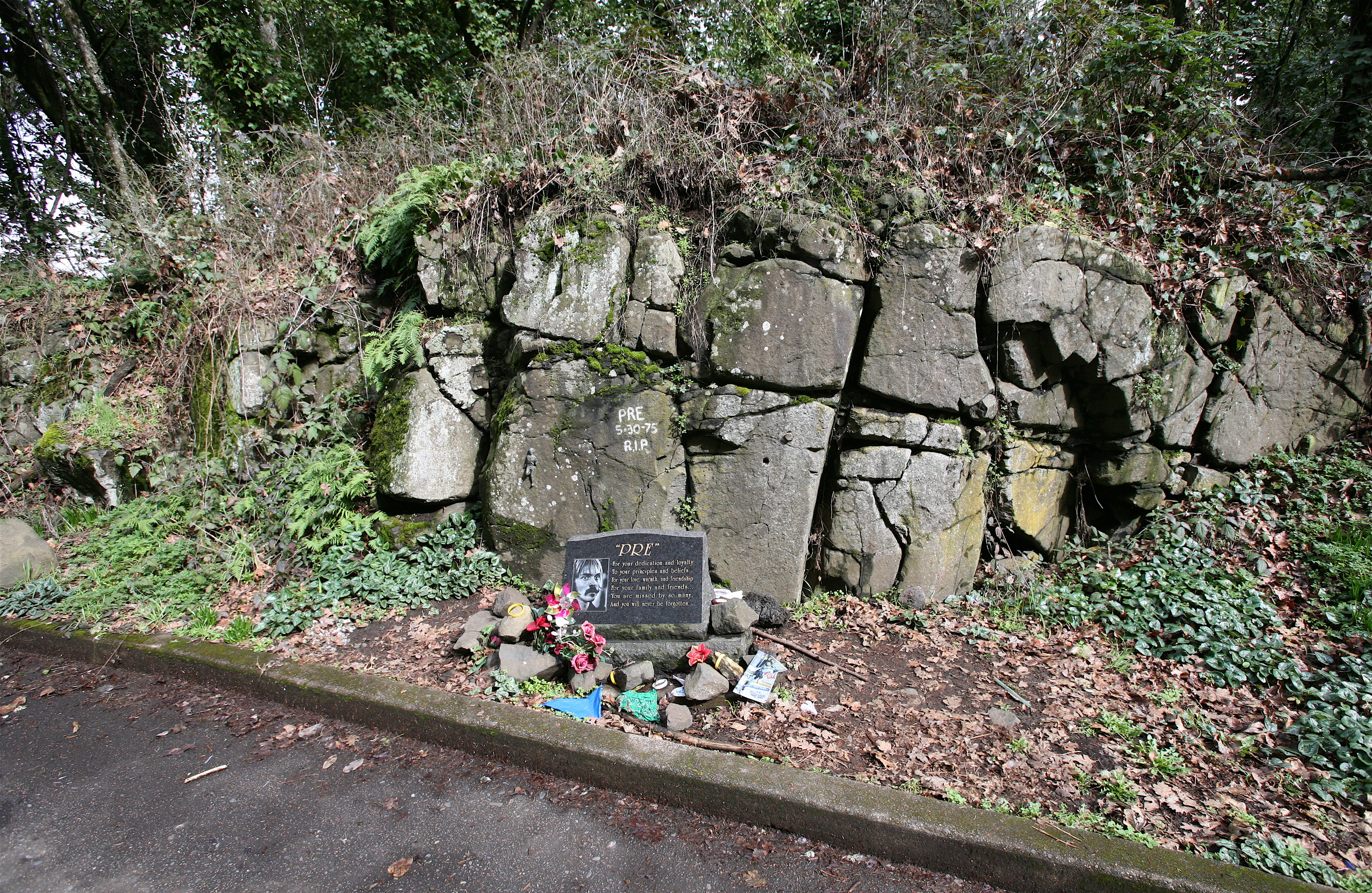
"Pre's Rock", de plaats van het fatale ongeval van Steve Prefontaine

Steven Roland (Steve) Prefontaine (Coos Bay (Oregon), 25 januari 1951 – Eugene, 30 mei 1975) was een Amerikaanse atleet, die bij de wereldtop behoorde op de middellange en lange afstanden in de jaren 1970. Op de Olympische Spelen van 1972 in München greep hij net naast een medaille op de 5000 m. Zijn carrière werd vroegtijdig afgebroken toen hij op 24-jarige leeftijd omkwam bij een auto-ongeluk.

## Carrière
Prefontaine, enige zoon en middelste uit een gezin van drie kinderen, wier vader kort na de Tweede Wereldoorlog samen met zijn geliefde Elfriede uit Duitsland was teruggekeerd, begon zijn looptalent te ontwikkelen aan de plaatselijke Marshfield High School in Coos Bay, nadat hij zich aanvankelijk enige tijd op hoogspringen had gericht. In 1969 werd hij opgenomen in het atletiekteam van de universiteit van Oregon in Eugene, waar hij getraind werd door de bekende coach Bill Bowerman, die tevens medeoprichter was van Nike. In zijn vier jaren aan de universiteit veroverde hij zeven NCAA-titels en vestigde acht Amerikaanse records. Hij verloor geen enkele NCAA-wedstrijd aan de universiteit van Oregon, terwijl hij als negentienjarige twee officieuze wereldrecords voor junioren vestigde op de 3000 m en 2 mijl. Sports Illustrated wijdde een hoofdartikel aan hem en zette hem op de cover van het nummer van 15 juni 1970 met als bijschrift "America's distance prodigy".
In 1971 won Prefontaine de 5000 m op de Pan-Amerikaanse Spelen in Cali.
In 1972 kwalificeerde hij zich voor de 5000 m op de Olympische Spelen in München. Met zijn 21 jaar was hij toen de jongste 5000 m-deelnemer in de olympische geschiedenis. In de finale liep hij lang aan de leiding, maar hij kon zijn grote concurrenten Lasse Virén en Mohammed Gammoudi niet lossen. Zij spurtten hem in de eindfase voorbij en in de laatste meters werd hij ook nog voorbij gespurt door de Brit Ian Stewart, zodat hij op de vierde plaats strandde.
Steve Prefontaine weigerde nadien een aanbod om profatleet te worden, omdat hij nog wilde meedoen aan Olympische Spelen. Zijn grote doel was de 5000 m op de Olympische Spelen van Montreal in 1976. Maar op 30 mei 1975 verongelukte hij, toen hij met zijn auto tegen een rotswand reed in de buurt van de universiteitscampus in Eugene. De plaats van het ongeluk staat nu bekend als "Pre's Rock".
Toen Prefontaine overleed, was hij houder van alle Amerikaanse records van de 2000 m tot de 6 mijl (2000, 3000, 5000 en 10.000 m, plus 2, 3 en 6 mijl).

## Herdenking
Na zijn dood werd de grote jaarlijkse atletiekmeeting in Eugene hernoemd tot de Prefontaine Classic. Hij wordt tevens herdacht met een jaarlijkse 10 kilometerloop in zijn geboorteplaats, de Steve Prefontaine Memorial Run.
Er zijn twee biopics gemaakt van Prefontaines leven. In 1997 werd hij vertolkt door Jared Leto in Prefontaine van Steve James, en in 1998 door Billy Crudup in Without Limits van Robert Towne.
Nike heeft in 2007 een advertentiereeks uitgebracht met foto's van Steve Prefontaine en de tekst "Pre Lives".

## Titels
- Pan-Amerikaans kampioen 5000 m – 1971
- Amerikaans kampioen 3 Engelse mijl – 1971, 1973
- NCAA-kampioen 3 Engelse mijl – 1970, 1971, 1972, 1973

## Persoonlijke records
Outdoor
| Onderdeel   | Prestatie        | Datum         | Plaats    |
| ----------- | ---------------- | ------------- | --------- |
| 1500 m      | 3.38,1           | 1973          |           |
| 1 Eng. mijl | 3.54,6           | 1973          |           |
| 2000 m      | 5.01,4 (ex-NR)   | 9 mei 1975    | Coos Bay  |
| 3000 m      | 7.42,6 (ex-NR)   | 2 juli 1974   | Milaan    |
| 2 Eng. mijl | 8.18,29 (ex-NR)  | 18 juli 1974  | Stockholm |
| 3 Eng. mijl | 12.51,4 (ex-NR)  | 3 juni 1974   | Eugene    |
| 5000 m      | 13.21,87 (ex-NR) | 26 juni 1974  | Helsinki  |
| 6 Eng. mijl | 26.51,8 (ex-NR)  | 27 april 1974 | Eugene    |
| 10.000 m    | 27.43.6 (ex-NR)  | 27 april 1974 | Eugene    |

## Palmares

### 3000 m
- 1969:  Stuttgart – 8.08,0
- 1972:  Gresham – 7.45,8
- 1972:  Oslo – 7.44,2
- 1974:  Milaan – 7.42,6

### 3 Eng. mijl
- 1971:  Amerikaanse kamp. – 12.58,6
- 1973:  Amerikaanse kamp. – 12.53,4

### 5000 m
- 1969:  Stuttgart – 13.52,8
- 1970:  Stuttgart – 13.39,6
- 1971:  Sovjet-Unie vs VS in Berkeley – 13.30,4
- 1971:  Pan-Amerikaanse Spelen in Cali – 13.52,53
- 1972:  Eugene – 13.29,6
- 1972:  US Olympic Trials in Eugene – 13.22,8
- 1972: 4e OS – 13.28,4
- 1973:  Race 1 in Helsinki – 13.22,4
- 1973:  VS vs West-Duitsland in München – 13.23,8
- 1974:  TOP Games in Helsinki – 13.21,87
- 1974:  Helsinki – 13.27,4
- 1975:  Eugene – 13.23,8

### 10.000 m
- 1974:  Eugene – 27.43,6
- 1975:  Eugene – 28.09,4

### veldlopen
- 1967:  Oregon State High Schoolkampioenschap in Salem – 12.14
- 1969:  NCAA kamp. in Bronx –
- 1970:  NCAA kamp. in Williamsburg – 28.00,2
- 1971:  NCAA kamp. in Knoxville – 29.14
- 1973:  NCAA kamp. in Spokane – 28.14,8

- Gemeinsame Normdatei: 12064150X
- World Athletics: 14352946
- International Standard Name Identifier: 0000 0001 0916 793X
- Library of Congress Control Number: no96023734
- Virtual International Authority File: 75908883
- WorldCat: E39PBJB8mFVbff96T6HdHFkqwC